# Francesco De Bosio
Francesco De Bosio (Rovereto, 19 febbraio 1895 – 15 agosto 1987) è stato un politico italiano.

## Biografia
Laureato in giurisprudenza, è avvocato. Esponente della Democrazia Cristiana, viene eletto al Senato dalla I fino alla III legislatura, restando in carica a Palazzo Madama dal 1948 al 1963.
Morì all'età di 92 anni il giorno di Ferragosto del 1987. 